# (5263) Arrius
(5263) Arrius (1991 GY9) – planetoida z pasa głównego asteroid okrążająca Słońce w ciągu 5,72 lat w średniej odległości 3,2 j.a. Odkryta 13 kwietnia 1991 roku.